# Gewichtsfaktor (Klettern)
Der Gewichtsfaktor bemisst bei einem Klettervorgangs die Unterschiedlichkeit der Gewichte des Kletternden und seines Sichernden. Dabei wird der Kletterer vom Sichernden mit einem dynamischen Kletterseil gesichert. Hierbei wird der Gewichtsfaktor angegeben, der sich aus folgendem Quotienten berechnet:
{\displaystyle Gewichtsfaktor={\frac {Gewicht\ Kletterer}{Gewicht\ Sichernder}}\,.}
Ist der Kletterer schwerer als der Sichernde, ist der Gewichtsfaktor größer als 1; bei einem schwereren Sichernden kleiner als 1. Aktuelle Empfehlungen berücksichtigen auch den absoluten Gewichtsunterschied in Kilogramm:
{\displaystyle Gewichtsunterschied={Gewicht\ Kletterer}-{Gewicht\ Sichernder}\,.}
Beim Klettern im Toprope sollte der Gewichtsfaktor nicht über 1,5 liegen.
Beim Klettern im Vorstieg wird ein absoluter Gewichtsunterschied von ± 5 kg als optimal angesehen. Ab einem Unterschied von 10 kg werden zusätzliche Maßnahmen empfohlen. Vom bisher hier angegebenen Gewichtsfaktor wurde Abstand genommen.

## Arten der Gewichtsunterschiede und ihre Risiken

### Gewicht Kletterer < Gewicht Sichernder
Ein geringeres Gewicht des Kletterers gegenüber dem Sichernden (Gewichtsfaktor < 1) kann zu harten Stürzen führen, bei denen der Kletterer hart an die Wand prallt. Der Kletterer wird während des Sturzes normalerweise nicht schlagartig, sondern gedämpft durch die Seildehnung des dynamischen Kletterseils und das Körpergewicht des Sichernden abgebremst, da dieser nach oben gezogen und die Energie über die Reibung zwischen Seil und Karabinern abgebaut wird. Ist der Sichernde schwerer als der Kletterer, führt es zu einer geringeren Dämpfung der Sturzenergie, da diese fast ausschließlich durch die Seildehnung erfolgt und der Sichernde kaum nach oben gezogen wird. Dadurch fühlt sich der Sturz für den Kletterer hart an. Je kleiner der Gewichtsfaktor ist, desto härter wird der Sturz.

### Gewicht Kletterer > Gewicht Sichernder
Ist das Gewicht des Kletterers größer als das des Sichernden (Gewichtsfaktor > 1), entsteht bei einem Sturz ein sehr dynamisches Abbremsverhalten. Die Dämpfung des Sturzes erfolgt über die Seildehnung im dynamischen Kletterseil und das Körpergewicht des Sichernden, der nach oben gezogen wird. Je größer der Faktor ist, desto stärker und dynamischer wird der Sichernde nach oben gezogen. Dieses Risikopotential ist ungeübten Kletterern meist nicht bewusst. Wenn der Sichernde im Sturzfall bei starkem Zug des Seils an die Wand prallt oder an die erste Zwischensicherung gezogen wird und die Kontrolle verliert, mit der eventuellen Folge das Bremsseil loszulassen, stürzt der Kletternde dadurch ab. Auch beim Ablassen nach einem erfolgreichen Aufstieg hat ein leichterer Sichernder Schwierigkeiten, seinen Kletterpartner kontrolliert abzulassen, da er stets einen starken Seilzug erfährt.

## Maßnahmen bei erheblichem Gewichtsunterschied im Vorstieg
Von der Empfehlung von Gewichtsfaktoren, die in der älteren Literatur noch zu finden sind, hat die Sicherheitsforschung des DAV inzwischen Abstand genommen, da die absoluten Unterschiede in den höheren Gewichtsklassen stark auseinanderlaufen. Heute wird daher ein absoluter Gewichtsunterschied von ± 5 kg als optimal angesehen. Ab einem Unterschied von 10 kg werden zusätzliche Maßnahmen empfohlen.
Bei einem deutlich leichteren Kletterer ist ein sehr weiches Sicherungsverhalten des Sichernden gefordert, damit der Sturz für den Kletterer nicht zu hart wird und sich dieser nicht durch den Anprall verletzt. Dies erfolgt – bei Sicherungsgeräten mit Blockierunterstützung ausschließlich – durch körperdynamisches Sichern. Dabei muss der Sichernde zum richtigen Zeitpunkt mit einsetzendem Sturzzug aktiv abspringen bzw. mitgehen, damit er nicht starr wie ein Betonpfeiler stehen bleibt. Bei dynamischen Sicherungsgeräten ist auch gerätedynamisches Sichern möglich, bei dem kontrolliert Seil durchgelassen wird, was viel Erfahrung benötigt. Die Alpenvereine bieten hierzu Sicherungskurse an.
Bei einem schwereren Kletterer können nachfolgende Methoden genutzt werden.

### Anbinden eines Zusatzgewichts
Um die entstehende Energie durch den Sturz des Kletternden abzufangen, kann das Gewicht des leichteren Sicherungspartners durch ein Zusatzgewicht, beispielsweise einen Sandsack, erhöht werden. Dazu wird dieser an der Anseilschlaufe am Klettergurt des Sichernden befestigt. Durch diese Methode wird jedoch die Bewegungsfreiheit, die zur dynamischen Sicherung notwendig ist, eingeschränkt. Eine besonders schlechte Kombination ist der Einsatz eines Sandsacks bei Verwendung eines Tubes. Eine leichte Person kann möglicherweise nicht die nötige Haltekraft aufbringen, wenn sie zusätzlich vom Sandsack nach unten gezogen wird.

### Einhängen des Seils in die Nachbarroute
Eine weitere Möglichkeit, mit Gewichtsunterschied zu sichern, ist das zusätzliche Einhängen des Seils in einem Sicherungspunkt der Nachbarroute, auch Reibungsclip genannt. Dadurch wird die Reibung durch den zusätzlichen Reibungswinkel der Umlenkung stark erhöht. Durch die in der Umlenkung entstehenden Reibung wird Energie abgebaut, die nicht mehr durch den Sichernden aufgenommen werden muss. Nachteil bei dieser Methode ist, dass dabei zum einen die Nachbarroute belegt wird. Zum anderen hilft die grundsätzlich erhöhte Reibung dem Sichernden zwar einen Sturz des schwereren Kletternden abzufangen, erschwert jedoch dem Kletterer den Nachzug des Seils. Außerdem kann es beim zusätzlichen Einhängen des Seils in der Nachbarroute durch die starke Umlenkung zu einer verstärkten Krangelbildung des Seils kommen. Krangel sind spiralförmige Verdrehungen im Seil. Ein Seil, das stark krangelt, ist unangenehm zu bedienen und beim Abseilen besteht die Gefahr, dass sich die Stränge so umeinander wickeln, dass man es nicht mehr abziehen kann.

### Einsatz eines Bremswiderstands
Der Bremswiderstand ist ein mechanisches Gerät, das im Verlauf des Sicherungsseils zusätzlich in den ersten Bohrhaken der Zwischensicherungen eingehängt wird, um – wie beim Reibungsclip – absichtlich die Seilreibung zu erhöhen. Somit wird beim  Sturz ein weiterer Teil der Fangstoßkraft durch Reibung aufgenommen, und die beim Sicherungspartner ankommende Sturzzugkraft verringert sich. Die Nebenroute muss hier nicht genutzt werden. Bekannte Geräte sind die Seilbremse Bauer mit statischer Reibung und das Ohm, bei dem die zusätzliche Reibung dynamisch nach Auslösung einsetzt.

### Befestigung des Sichernden an einem festen Punkt
Der Sichernde kann sich mit Hilfe einer Bandschlinge oder ähnlichem an einem hinter ihm liegenden Fixpunkt am Boden befestigen. So wird verhindert, dass der Sichernde nach einem, durch den Gewichtsunterschied verstärkten, starken Stoß bis zur ersten Expressset (Zwischensicherung an der Wand) gezogen wird oder sogar die Kontrolle über die Sicherung verliert. In einzelnen Kletterhallen sind dazu Ösen im Boden befestigt, die wiederum Stolperfallen für die Sichernden sind. Beim Klettern am Fels eignet sich dazu ein Baumstamm oder eine Wurzel. Eine dynamische Sicherung durch aktives Sichern, also aktiven Absprung des Sichernden im Sturzfall des Kletternden, verringert den Stoß, der auf den Körper des Kletternden wirkt. Mit einer Befestigung an einem Fixpunkt ist eine dynamische Sicherung eingeschränkt.